# کورت سیت
کورت سیت (۱ دسامبر ۱۹۱۰–۲۰ ژوئن ۱۹۹۳) فیزیکدان هسته ای و اهل بوهمیا بود.
در نتیجه تغییرات مرزی، وی پس از سال ۱۹۱۹ در چکسلواکی بزرگ شد و از سال ۱۹۳۸ شهروند آلمان نازی بود. به دلیل فعالیت سیاسی از سپتامبر ۱۹۳۹ تا آوریل ۱۹۴۴ را در اردوگاه کار اجباری بوخنوالد به سر برد. اما او از آن اردوگاه کار اجباری زنده بیرون آمد و با استفاده از مهارت‌های علمی خود طیف وسیعی از مشاغل را در سطح بین‌المللی تجربه کرد. وی با موفقیت در اسکاتلند، انگلیس، ایالات متحده، برزیل و اسرائیل کار کرد.
کورت سیت در ۱۵ ژوئن ۱۹۶۰ در اسرائیل به اتهام جاسوسی دستگیر شد، و محکوم به ۵ سال حیس شد و در مارس سال ۱۹۶۳، به خاطر «رفتار خوب» زودتر از موعود آزاد شد. پس از آزادی عنوان کرد که مایل به ادامهٔ کار در اسرائیل است، اما پس از مدت کوتاهی، شهروندی آلمان غربی را دریافت کرد و به فرایبورگ نقل مکان کرد و در آنجا به فعالیت علمی خود ادامه داد.

## زندگی

### سالهای اولیه زندگی
کورت سیت در ریچنبرگ که شهری نه چندان بزرگ در شمال بوهمیا بود متولد شد. پدر کورت معلم و نقاش بود. کورت سیت پس از اتمام مدرسه، به دانشگاه شارلز-فردیناند (آلمان) در پراگ رفت و در آنجا به تحصیل ریاضی و فیزیک پرداخت و در سال ۱۹۳۲ دکترای خود را به دست آورد. وی در بازگشت به ریچنبرگ ریاست یک گروه سیاسی چپ‌گرا را به نام "کردار"به عهده گرفت و در جنبش مقاومت ضد نازی آلمان شرکت داشت. او در ۱۸ سپتامبر ۱۹۳۸ و کمی پیش از توافق مونیخ از بنیانگذاران «شورای ملی صلح دوستان آلمان» بود. وی در سال ۱۹۳۸ با کدها کراوس، پرستار شاغل در پراگ ازدواج کرد اماازدواج آن‌ها به طلاق خاتمه یافت.

### بوخنوالد
در مارس ۱۹۳۹، اندکی پس از الحاق چکسلواکی به آلمان، سیت دستگیر و از دانشگاه اخراج شد. وی مدت کوتاهی در پراگ زندانی شد و سپس به اردوگاه کار اجباری داچائو منتقل شد. سپس، وی و همسرش به جرم «فعالیت سیاسی» در سپتامبر ۱۹۳۹ به بوخنوالد منتقل شدند. اگرچه سیت یهودی نبود، ولی همسرش به آیین یهود باور داشت. در اوایل سال ۱۹۴۲، فعالیت خود را در اردوگاه کار اجباری به عنوان معاون"گوستاو ورگر" (مهندس شیمی) آغاز کرد. در دورهٔ زندان، ورگر و سیت دوره‌های آموزشی در زمینه‌های پزشکی و بیولوژی برای سایر زندانیان علاقه‌مند فراهم کردند. با نزدیک شدن پایان جنگ، در ۱۱ آوریل ۱۹۴۵ سیت و همسرش در میان کسانی بودند که توسط ارتش ایالات متحده از اردوگاه کار اجباری بوخنوالد آزاد شدند.

### بعد از جنگ

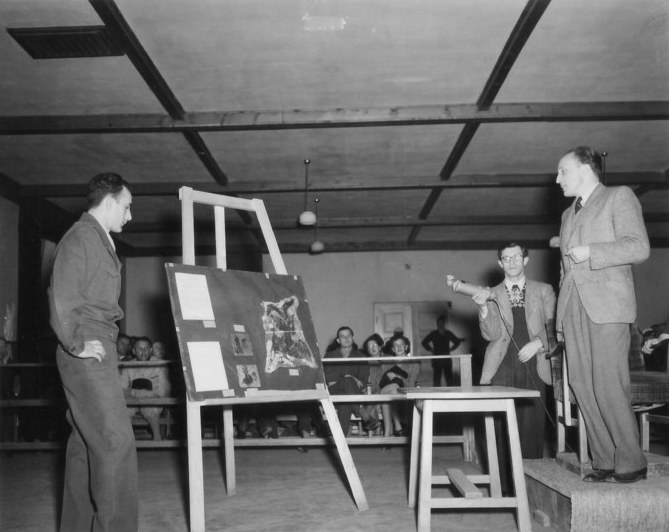
در ۱۶ آوریل ۱۹۴۷, کورت سیت در دادگاه کارمندان سابق اردوگاه بوخنوالد، پوستی را که از زندانیان مرده گرفته شده بود را شناسایی کرد.

بین سالهای ۱۹۴۶ و ۱۹۴۸ سیت و همسرش در انگلیس زندگی کردند و سیت به عنوان محقق در ادینبورگ و منچستر به کار پژوهشی پرداخت و فرزندشان مارتین در سال ۱۹۴۶ به دنیا آمد.
در آوریل سال ۱۹۴۷، سیت به عنوان شاهد در دادگاه بوخنوالد ظاهر شد و نمونه‌هایی از "پوست طباخی شدهٔ انسان" را در اردوگاه شناسایی کرد. وی شهادت داد که فرایندهای شیمیایی فرآوری پوست در بوخنوالد اتفاق افتاده‌است. مدارک وی در حکم ایلس کوچ (ملقب به "فرمانده بوخنوالد") تأثیر گذار بود. در ارتباط با پروندهٔ «طباخی پوست انسانی»، خودِ سیت هم بعداً توسط کمیسیون تحقیق سنا در آمریکا مورد بازجویی قرار گرفت. سیت تأیید کرد که این پوست‌ها متعلق به سر دو نفر از زندانیان اردوگاه است که در سال ۱۹۳۹ یا ۱۹۴۰ سعی داشتند از بوخنوالد فرار کنند اما دستگیر شدند. آنها تحت شکنجهٔ فیزیکی قرار گرفتند و در مقابل اجتماع سایر زندانیان به دار آویخته شدند. در آن مقطع زمانی شهادت سیت افکار عمومی را تحت تأثیر قرار داد.

### زندگی در آمریکا و مهاجرت به برزیل
در سال ۱۹۴۸ او به ایالات متحده نقل مکان کرد، و به عنوان استاد فیزیک در دانشگاه سیراکوس به تحقیق در زمینهٔ فیزیک هسته ای و پرتوهای کیهانی پرداخت و در سال ۱۹۵۳ به عضویت آکادمی علوم نیویورک درآمد. در دورهٔ مک کارتیسم، سیت در ایالات متحده، به دلیل داشتن گرایش‌های سیاسی چپ (در دهه ۱۹۳۰) و همین‌طور به دلیل تماس‌هایی که با هم قطاران کمونیستش در چکسلواکی و از زمان حضورش در بوخنوالد داشت، مورد سوء ظن بود. در اثر فعالیت‌های FBI در سال ۱۹۵۳ اجازه اقامت سیت تمدید نشد و به همین دلیل او از آمریکا به برزیل مهاجرت کرد. وی در برزیل به عنوان استاد مدعو در دانشگاه سائوپائولو به تدریس پرداخت.

### محکومیت به جاسوسی در اسرائیل
تا سال ۱۹۵۴ کورت سیت به عنوان یک متخصص در فیزیک هسته ای شهرت فراوانی کسب کرده بود و در اکتبر همان سال سمتی را در انستیتوی فناوری اسرائیل در حیفا پذیرفت و در آنجا بخش فیزیک هسته ای را تأسیس کرد و ریاست آن را عهده‌دار شد. وی همچنین به دلیل عناوین رسمی و مسئولیت‌های متعددی که داشت، اطلاعاتی را در مورد پروژه‌های تحقیقاتی هسته ای که در موسسه ویزمن و در دانشگاه عبری اورشلیم در جریان بود به دست آورد.
او همین‌طور، به قراردادهای تحقیقاتی خارج از کشور (نظیر پروژه‌های فضایی نیروی هوایی ایالات متحده) هم دسترسی داشت. در سال ۱۹۵۹ وی معاونِ رئیس پژوهشگاهی شد که تحت نظارت ایالات متحده، انگلیس و کانادا بود و از این طریق با تحقیقات فضایی که در این مرکز انجام می‌شد آشنا گشت. به دلیل حساسیتِ سمت‌های وی، سیت تحت نظارت سرویس‌های اطلاعاتی اسرائیل قرار داشت. پس از آنکه او از چکسلواکیِ سوسیالیست بازدید کرد و دو شب را هم در شوروی به سر برد سوء ظن‌ها را نسبت به خود برانگیخت. از ابتدای دهه ۱۹۶۰، ملاقات‌های مشکوکی با یک دیپلمات چکسلواکی (که در لیستِ سیاه سازمان‌های اطلاعاتی اسرائیلی قرار داشت) داشت. در اوایل ژوئن ۱۹۶۰، سیت از کارمندان خود خواست تا گزارش‌های کتبی در مورد پروژه‌های تحقیقاتی خود تهیه کنند.
سرانجام سیت، در ۱۵ ژوئن ۱۹۶۰ ،به اتهام افشای اسرار دولتی به یک قدرت خارجی، در ویلای خود در حیفا دستگیر شد و ملک او مورد جستجو قرار گرفت. در بازجویی که پس از آن انجام شد، سیت به تماس‌های خود با دیپلمات‌های چکسلواکی اعتراف کرد. سرویس‌های اطلاعاتی اسرائیل گزارش دادند که سیت از این هراس داشت که تحقیقات وی در مورد پرتوهای کیهانی می‌تواند منجر به درگیری بین ایالات متحده و اتحاد جماهیر شوروی شود. به منظور جلوگیری از چنین نتیجه ای، او اطلاعاتی را به شوروی‌ها ارائه می‌کرد.
در نهایت جلسه غیر علنی دادگاه در شهر حیفا و در ۵ نوامبر ۱۹۶۰ برپا شد. بعداً مشخص شد که اتهام وی اقدام علیه امنیت ملی اسرائیل از سال ۱۹۵۷ بوده‌است. در ۷ فوریه، کورت سیت به دلیل انتقال اطلاعات محرمانه به یک قدرت خارجی به ۵ سال زندان محکوم شد. اگر چه او تقاضای تجدید نظر داد اما تخفیفی در این حکم حاصل نشد. با این حال، به دلیل «رفتار خوب» او در ۲۶ مارس ۱۹۶۳ آزاد شد.

### زندگی در فرایبورگ
در سال ۱۹۶۳، کورت سیت با جودیت سیت آمون ازدواج کرد و این زوج به آلمان غربی مهاجرت کردند.